# Visione monoculare
La visione monoculare (dal greco antico mono, uno e dal latino oculus, occhio) è la visione in cui solo un occhio è preposto a fornire la visualizzazione delle immagini. A differenza della visione binoculare, dove l'immagine viene proposta sullo stesso piano retinico da entrambi gli occhi. Con la visione monoculare viene limitata la percezione della profondità, e in parte anche del campo visivo totale (o bi-oculare).

## Condizioni mediche associate
Con “compromissione della visione binoculare” si intende quella condizione dove un individuo ha perso la vista da un occhio, pur mantenendo una vista adeguata per mezzo dell'altro.

La monopsia è la condizione degli individui che non riescono a percepire le immagini in maniera tridimensionale sebbene i loro due occhi sono dal punto di vista medico normali, sani e distanziati in maniera corretta. La vista che percepisce la profondità tridimensionale necessita più di un parallasse. Inoltre, la risoluzione delle due immagini separate, anche se molto similari, deve essere simultanea, subconscia e completa (immagini persistenti e "immagini fantasma" sono sintomi di un'incompleta risoluzione della vista, sebbene gli occhi stessi mostrano una notevole acutezza.) Un articolo approfondito nel magazine The New Yorker  pubblicato nei primi mesi del 2006 ha trattato l'esperienza di un individuo in particolare, il quale, imparando a fronteggiare la sua disabilità, alla fine ha appreso un modo per vedere in maniera tridimensionale nella vita quotidiana. Sono disponibili test medici per determinare condizioni di monopsia nelle persone.